# Hành trình rực rỡ
Hành trình rực rỡ là chương trình truyền hình thực tế về văn hóa được phát sóng trên kênh VTV3 từ ngày 28 tháng 5 năm 2023. Đây là chương trình thuần Việt, và với tiêu chí "Ôm lấy sắc hương Việt Nam", các nghệ sĩ sẽ được trải nghiệm sâu hơn về những nét văn hóa đặc trưng ở những địa phương mà họ đi qua, đồng thời sẽ được thử thách cùng những người dân địa phương nơi họ trải nghiệm. Những thành viên hiện tại là Trường Giang, Lê Dương Bảo Lâm, Thúy Ngân, Isaac, Bích Phương và Negav.

## Định dạng
Khác với chương trình 2 ngày 1 đêm tập trung vào việc trải nghiệm du lịch tại các địa phương của các thành viên, nội dung của Hành trình rực rỡ đi sâu hơn vào những bản sắc văn hóa của từng địa phương nơi các thành viên chính và khách mời cùng trải nghiệm. Ở mỗi địa phương, các thành viên vượt qua các thử thách liên quan đến 10 điều được yêu thích nhất ở địa phương đó để giành điểm Rực rỡ cho mình. Kết thúc hành trình, những thành viên có số điểm Rực rỡ cao nhất sẽ nhận được huy hiệu Rực rỡ và vật lưu niệm của địa phương đó. Trong một số hành trình, luật chơi cũng có thể được điều chỉnh lại, chẳng hạn như hành trình tại Đà Nẵng - Quảng Nam hay hành trình tại Sóc Trăng.

## Sản xuất
Tối ngày 10 tháng 4 năm 2023, một đoạn video ghi lại hai nghệ sĩ Trường Giang và một nghệ sĩ được cho là Thúy Ngân cùng với ekip sản xuất tại sân bay khiến khán giả cho rằng cả hai đang chuẩn bị ghi hình cho một chương trình lên sóng trong năm 2023. Gần như cùng lúc đó, fanpage của Running Man Vietnam đăng bài viết khiến nhiều khán giả mong chương trình sẽ trở lại sau 3 năm tạm ngừng; tuy nhiên cũng có một số ý kiến cho rằng sẽ có một chương trình mới chuẩn bị lên sóng.
Chỉ vài ngày sau đó, trên TikTok xuất hiện hình ảnh các nghệ sĩ đang chuẩn bị ghi hình các trò chơi vận động; ngoài Trường Giang và Thúy Ngân, khán giả còn nhận ra sự góp mặt của Lê Dương Bảo Lâm. Đoạn video này đã khiến cộng đồng tranh luận. Có ý kiến cho rằng 2 ngày 1 đêm đang ghi hình mùa 2, trong khi một số khác lại khẳng định đây là một chương trình mới với các thành viên mới, mà một vài khán giả cho rằng đây là chương trình Hành trình rực rỡ dựa trên áo các nghệ sĩ và ekip đang mặc. Theo VieZ, nhà sản xuất khẳng định rằng sẽ có chương trình mới với tên gọi là Hành trình rực rỡ đúng như những gì mà cộng đồng mạng đang tranh luận, nhưng từ chối cho biết thêm về các thành viên chính.
Từ giữa tháng 5 năm 2023, chương trình công bố các thành viên chính bao gồm Trường Giang, Thúy Ngân, Lê Dương Bảo Lâm, Isaac, Bích Phương và Negav. Trường Giang và Thúy Ngân tiếp tục tái ngộ sau nhiều chương trình từng tham gia chung trước đó. Trong khi đó, đây là lần đầu tiên Bích Phương và Negav tham gia một chương trình truyền hình thực tế. Theo báo Tổ quốc, sự xuất hiện của Bích Phương tại chương trình là câu trả lời cho lời hứa của cô tại chương trình Sóng 23 rằng cô sẽ tham gia ít nhất một sản phẩm âm nhạc và một chương trình truyền hình thực tế trong năm 2023.
Chương trình do Ban Sản xuất các chương trình giải trí, Đài Truyền hình Việt Nam phối hợp với công ty Đông Tây Promotion thực hiện.

### Phát triển định dạng và ghi hình
Hành trình rực rỡ là chương trình được nhà sản xuất ấp ủ từ lâu với mong muốn sản xuất một chương trình truyền hình kết hợp giữa yếu tố giải trí với việc khám phá, tôn vinh văn hóa và lịch sử nhằm khơi dậy niềm tự hào dân tộc, quảng bá và phát triển nền du lịch Việt Nam. Khác với chương trình 2 ngày 1 đêm, format (định dạng) của Hành trình rực rỡ do nhà sản xuất tự nghiên cứu, sáng tạo và phát triển. Chương trình được ghi hình tại nhiều địa điểm thuộc các tỉnh thành trên cả nước.

### Ra mắt
Buổi họp báo ra mắt chương trình Hành trình rực rỡ đã diễn ra vào chiều 26 tháng 5 năm 2023 với sự góp mặt của các thành viên chính cùng nhiều nghệ sĩ khác. Các thành viên đã có những chia sẻ về những buổi ghi hình đầu tiên, cùng với đó là những câu chuyện hậu trường cũng như những khó khăn mà họ phải đối mặt trong quá trình ghi hình chương trình. Theo nhà sản xuất, Hành trình rực rỡ sẽ giới thiệu những cảnh đẹp, văn hóa, ẩm thực và con người khắp ba miền, từ đó truyền tải thông điệp tích cực đến người xem, khơi dậy tình yêu thiên nhiên, con người cũng như những giá trị văn hóa nghệ thuật mang đậm đà bản sắc Việt.
Tại buổi họp báo, trước những thông tin cho rằng Hành trình rực rỡ giống như 2 ngày 1 đêm, ông Đặng Phước Thành - đại diện nhà sản xuất thừa nhận những người thực hiện chương trình đều phải có sự khác biệt mà khán giả sẽ là những người tự cảm nhận. Ông cho rằng nếu như trong 2 ngày 1 đêm, các thành viên phải đấu trí với ekip thông qua những thử thách mang tính giải trí để có được những quyền lợi cho mình, thì ở chương trình này, các thành viên có cơ hội được tương tác trực tiếp nhiều hơn với người dân địa phương để có những trải nghiệm thực tế mang tính kết nối giữa truyền thống và hiện đại.

### Bài hát chủ đề
Bài hát chủ đề của chương trình là bài hát cùng tên do nhạc sĩ Bùi Công Nam sáng tác và được Isaac - Bích Phương thể hiện.

### Nhà tài trợ
Vifon là nhà tài trợ độc quyền của chương trình Hành trình rực rỡ. Đây là chương trình đầu tiên trong chuỗi hoạt động kỷ niệm 60 năm thành lập thương hiệu này, với thông điệp "Làm cả thế giới mê món Việt" nhằm lan tỏa hương vị ẩm thực Việt tới thế giới.

## Phát sóng
Hành trình rực rỡ lên sóng từ ngày 28 tháng 5 lúc 21:20 chủ nhật hàng tuần trên VTV3 và ứng dụng VieON, ngoài ra còn được công chiếu lúc 21:20 cùng ngày trên kênh YouTube chính thức của nhà sản xuất và được phát lại trên kênh YouTube chính thức của chương trình.
Mùa thứ 2 của chương trình được phát sóng từ ngày 16 tháng 8 năm 2025 lúc 17:20 thứ 7 hàng tuần trên kênh TN của Báo và phát thanh, truyền hình Thái Nguyên.

## Thành viên

### Thành viên chính
Sau đây là các thành viên chính của chương trình.

#### Hiện tại
| STT | Tên              | Tên thật            | Ngày sinh        | Nghề nghiệp          |
| --- | ---------------- | ------------------- | ---------------- | -------------------- |
| 1   | Trường Giang     | Võ Vũ Trường Giang  | 20 tháng 4, 1983 | MC, Diễn viên        |
| 2   | Isaac            | Phạm Lưu Tuấn Tài   | 13 tháng 6, 1988 | Ca sĩ, Diễn viên, MC |
| 3   | Lê Dương Bảo Lâm | Lê Dương Bảo Lâm    | 11 tháng 7, 1989 | Diễn viên hài, MC    |
| 4   | Bích Phương      | Bùi Thị Bích Phương | 30 tháng 9, 1989 | Ca sĩ                |
| 5   | Thúy Ngân        | Lê Huỳnh Thúy Ngân  | 5 tháng 4, 1991  | Diễn viên            |
| 6   | Negav            | Đặng Thành An       | 12 tháng 4, 2001 | Rapper               |

## Tổng quan các mùa
| Mùa | Mùa | Tập | Phát sóng gốc       | Phát sóng gốc        |
| Mùa | Mùa | Tập | Phát sóng lần đầu   | Phát sóng lần cuối   |
| --- | --- | --- | ------------------- | -------------------- |
|     | 1   | 21  | 28 tháng 5 năm 2023 | 15 tháng 10 năm 2023 |
|     | 2   |     | 16 tháng 8 năm 2025 |                      |

## Đón nhận
Thời gian đầu khi công bố chương trình, nhiều khán giả đã tranh luận và so sánh chương trình với 2 ngày 1 đêm. Theo đó, họ cho rằng hai chương trình này giống nhau cả về nội dung với các nghệ sĩ tham gia (Trường Giang, Lê Dương Bảo Lâm là thành viên chính của 2 ngày 1 đêm, trong khi Thúy Ngân là khách mời trong một chuyến đi của chương trình). Tuy nhiên, sau một vài tập lên sóng, chương trình đã được khán giả đón nhận tích cực hơn nhờ những trải nghiệm kết nối giữa truyền thống và hiện đại được truyền tải trong chương trình. Sau mùa đầu tiên, chương trình ghi nhận hơn 2,2 tỷ lượt xem trên các nền tảng số, đồng thời tất cả các tập của chương trình đều đạt Top 1 rating của Đài Truyền hình Việt Nam. Trong đó, có 11 tập góp mặt trong top thịnh hành trên YouTube, đặc biệt hai tập 7 và 8 của chương trình với chủ đề trải nghiệm Tiền Giang - Bến Tre đã đạt vị trí số 1 trên tab thịnh hành. Theo Elle Vietnam, đây là một trong những chương trình mang ý nghĩa nhân văn nhằm truyền tải tình yêu truyền thống dân tộc đến với khán giả. Một bài viết trên báo Phụ nữ nhận định Hành trình rực rỡ cho thấy những thách thức của một chương trình thuần Việt không dựa hoàn toàn vào những nghệ sĩ đã quen mặt với khán giả qua game show trong việc thu hút khán giả truyền hình. Báo Lao Động và Đại đoàn kết nhận định đây là một trong số những chương trình truyền hình thực tế vừa mang tính giải trí, vừa gắn liền với việc trải nghiệm văn hóa, du lịch Việt Nam được lên sóng và nhận được sự quan tâm trong thời gian trở lại đây.
Mặc dù vậy, báo Phụ nữ cũng chỉ ra một số điểm yếu của chương trình, chẳng hạn như các nghệ sĩ lần đầu tiên tham gia chương trình truyền hình thực tế như Bích Phương và Negav chưa đủ sự hoạt ngôn và hài hước nên chưa bắt nhịp được nhanh với các thành viên chính khác, hay việc đưa ra quá nhiều thử thách cho các nghệ sĩ trong thời gian ghi hình ngắn khiến các nghệ sĩ bị đuối, không còn đủ sức tương tác và gắn kết với nhau, thậm chí Thúy Ngân và Châu Bùi còn gặp sự cố về sức khỏe trong quá trình ghi hình. Đặc biệt, việc một chương trình quảng bá về ẩm thực, văn hóa như Hành trình rực rỡ lại sử dụng quá nhiều sản phẩm ăn liền trong các bữa ăn được báo chí cho là điều gây tiếc nuối nhất của chương trình.

### Giải thưởng và đề cử
| Năm  | Giải thưởng              | Hạng mục                                     | Đề cử cho    | Kết quả | Ghi chú       |
| ---- | ------------------------ | -------------------------------------------- | ------------ | ------- | ------------- |
| 2023 | VTV Awards               | Chương trình Giải trí ấn tượng               | Chương trình | Đề cử   | [ 31 ] [ 32 ] |
| 2023 | Giải Mai Vàng lần thứ 29 | Chương trình trên nền tảng số và truyền hình | Chương trình | Đề cử   | [ 33 ] [ 34 ] |

## Tranh cãi
Trong tập 12 của chương trình, Isaac gây tranh luận vì hành động của mình đối với Thúy Ngân và S.T Sơn Thạch. Trong một thử thách của chương trình, anh đã đấm vào lưng của Thúy Ngân, khiến cô cảm thấy đau đớn. Mặc dù thực tế đây chỉ là một tai nạn vì khi đó, cô bị cát bay vào mắt và ngã đúng vào nơi mà Isaac và S.T đang thi đấu khiến anh không kịp phản ứng, nhưng nhiều khán giả mong muốn anh nên lựa chọn cách chơi phù hợp hơn, đồng thời nên chú ý quan sát để tránh tác động mạnh tay với đồng nghiệp, đặc biệt là đồng nghiệp nữ. Cách chơi của Isaac với S.T cũng bị khán giả cho là quá mạnh tay, đến mức các thành viên khác phải vào can thiệp. Mặc dù một số khán giả cho rằng anh đang cố gắng lăn xả hết sức để mang về chiến thắng nhưng số khác lại lo ngại rằng việc anh dùng lực quá mạnh có thể dẫn đến sự cố không đáng có, ảnh hưởng trực tiếp đến sức khoẻ của đồng nghiệp.

## Bên lề

### Ngoại truyện
Kể từ 10 tháng 11 năm 2023, chương trình phát sóng phiên bản ngoại truyện lúc 20:30 thứ 6 hàng tuần trên kênh YouTube của nhà sản xuất Đông Tây Promotion và ứng dụng VieON. Theo nhà sản xuất, phiên bản ngoại truyện này kéo dài 10 tập, tiết lộ những chuyện chưa kể, những bí mật chưa được tiết lộ và những chia sẻ của các thành viên trong hành trình của họ ở mùa đầu tiên.